# Stadion (estado)
Stadion es un territorio histórico del antiguo Sacro Imperio Romano Germánico.

## Historia
Originalmente fue un señorío hasta el reinado de Juan Felipe de Stadion (1652-1742), alto administrador de los arzobispos de Maguncia, el cual fue elevado al rango de Freiherr (Barón) en 1686. En 1705, adquirió el señorío de Thannhausen y, por lo tanto, fue elevado a conde del Sacro Imperio Romano Germánico. A su muerte en 1742, las propiedades se dividieron entre las líneas de Stadion-Thannhausen y Stadion-Warthausen. Después de la disolución del Sacro Imperio Romano Germánico, los señoríos perdieron su soberanía. Stadion-Thannhausen fue mediatizada por el Reino de Baviera en 1806 y Stadion-Warthausen fue mediatizada a Austria y Wurtemberg en 1806. Después de eso los condes mantuvieron algunos de sus privilegios, entre los más importantes siendo su estatus de igualdad con todas las familias reinantes para fines matrimoniales. A principios del siglo XX, los Stadions se extinguieron tras la muerte de su último representante masculino, el conde Felipe Francisco José de Stadion-Thannhausen (1847-1908).